# 莫罗山
莫罗山（Mons Moro）是坐落在月球正面知海中一座西南-东北走向的山丘，位于邦普朗环形山西南。其名称取自意大利科学家“安东尼奥·拉扎罗·莫罗”（Antonia Lazarra Mora），1976年被国际天文联合会批准采纳。
该山丘的月面坐标为南纬11.84°、西经19.84°，外观呈直线状，绵延约13公里，与周围月海相比，它的反照率较低。该特征在阿波罗登月中被描述：从轨道上看，推测92：

未做进一步的详细研究，有关它两种起源的解释似乎都有道理。该复合结构可能是已被知海熔岩部分淹没，随后又被深色的火山喷发物覆盖的高密度陨坑高地。在幽暗区域内，新的年轻陨坑密集度比周围月海表面稀，强烈显示暗覆盖层的沉积明显比月海熔岩要晚；另一种解释是，该特征可能是麻点般密布的火山口所流出的一堆高黏度熔岩流。因为在第一种情况下，它将被后来的火山喷发物全部覆盖，但该特征东侧不连续的阶梯状结构，可能反映了连续流出的高黏性熔岩流。所有陨坑的内部都很浅，可能是已被自身或来自附近陨坑的喷发溅射物所填塞。不过，还有一些陨石坑拥有能与一般撞击陨石坑区别开的陡峭隆起的凸缘。